# Dodonaeeae
Dodonaeeae je tribus sapindovki, dio potporodice Dodonaeoideae. Pripada mu oko 20 rodova.
Tipični je rod dodonea (Dodonaea), iz tropskih, suptropskih i umjerenih krajeva Afrike, Amerike, jugu Azije i Australije.

## Rodovi
Tribus Dodonaeeae Kunth ex DC.
1. Magonia A. St.-Hil. (1 sp.)
2. Diplokeleba N. E. Br. (2 spp.)
3. Euchorium Ekman & Radlk. (1 sp.)
4. Conchopetalum Radlk. (2 spp.)
5. Arfeuillea Pierre ex Radlk. (1 sp.)
6. Majidea J. Kirk ex Oliv. (2 spp.)
7. Hirania Thulin (1 sp.)
8. Llagunoa Ruiz & Pav. (3 spp.)
9. Euphorianthus Radlk. (1 sp.)
10. Sinoradlkofera F. G. Mey. (1 sp.)
11. Harpullia Roxb. (26 spp.)
12. Loxodiscus Hook. fil. (1 sp.)
13. Diplopeltis Endl. (5 spp.)
14. Dodonaea Mill. (71 spp.)
15. Averrhoidium Baill. (4 spp.)
16. Cossinia Comm. ex Lam. (4 spp.)